# Lijst van voetbalinterlands Canada - Noord-Ierland
Deze lijst van voetbalinterlands is een overzicht van alle officiële voetbalwedstrijden tussen de nationale teams van Canada en Noord-Ierland. De landen speelden tot op heden drie keer tegen elkaar. De eerste ontmoeting, een vriendschappelijke wedstrijd,  werd gespeeld in Edmonton op 22 mei 1995. Het laatste duel, eveneens een vriendschappelijke wedstrijd, vond plaats op 9 februari 2005 in Belfast.

## Wedstrijden
| № | Plaats   | Datum           | Competitie        | Wedstrijd              | Uitslag |
| - | -------- | --------------- | ----------------- | ---------------------- | ------- |
| 1 | Edmonton | 22 mei 1995     | Vriendschappelijk | Canada – Noord-Ierland | 2 – 0   |
| 2 | Belfast  | 27 april 1999   | Vriendschappelijk | Noord-Ierland – Canada | 1 – 1   |
| 3 | Belfast  | 9 februari 2005 | Vriendschappelijk | Noord-Ierland – Canada | 0 – 1   |

## Samenvatting
| Competitie        | Totaal gespeeld | Winst Canada | Gelijk | Winst Noord-Ierland | Doelsaldo Canada – Noord-Ierland |
| ----------------- | --------------- | ------------ | ------ | ------------------- | -------------------------------- |
| Vriendschappelijk | 3               | 2            | 1      | 0                   | 4 − 1                            |
| Totaal            | 3               | 2            | 1      | 0                   | 4 − 1                            |

Wedstrijden bepaald door strafschoppen worden, in lijn met de FIFA, als een gelijkspel gerekend.

## Details

### Eerste ontmoeting
De eerste ontmoeting tussen Canada en Noord-Ierland vond plaats op 22 mei 1995 tijdens de strijd om de Canada Cup. Het duel, gespeeld in het Commonwealth Stadium in Edmonton en bijgewoond door 12.112 toeschouwers, stond onder leiding van scheidsrechter Brian Hall uit de Verenigde Staten. Twee spelers maakten hun debuut voor de nationale ploeg van Noord-Ierland: Pat McGibbon (Manchester United) en Gerry McMahon (Tottenham Hotspur).
| Vriendschappelijk (Edmonton, Canada, 22 mei 1995): |              | |
| Canada | 2 – 0        | Noord-Ierland |
| Paul Peschisolido 9' Paul Peschisolido 23' | goals        | |
| Bob Lenarduzzi | bondscoach   | Bryan Hamilton |
| Paul Dolan Frank Yallop Iain Fraser Randy Samuel Mark Watson Nick Dasovic 75' Colin Miller Lyndon Hooper Geoff Aunger 75' Paul Peschisolido Carlo Corazzin | opstellingen | Alain Fettis Darren Patterson Gerald Taggart 74' Alan McDonald Keith Rowland 56' Kevin Horlock 64' Keith Gillespie Jim Magilton Philip Gray Michael Hughes 77' Iain Dowie |
| Marco Rizi 75' Kevin Holness 75' | wissels      | 56' Nigel Worthington 64' Gerry McMahon 74' Pat McGibbon 77' George O'Boyle                                                                                               |

### Tweede ontmoeting
De tweede ontmoeting tussen Canada en Noord-Ierland vond plaats op 27 april 1999. Het vriendschappelijke duel, gespeeld in Windsor Park in Belfast en bijgewoond door 7.663 toeschouwers, stond onder leiding van scheidsrechter Mike McCurry uit Schotland. Vier spelers maakten hun debuut voor de nationale ploeg van Noord-Ierland: Rory Hamill (Glentoran FC), Glenn Ferguson (Linfield FC), Adrian Coote (Norwich City) en Paul McVeigh (Tottenham Hotspur). Canada stuurde twee debutanten het veld in: Marc Bircham en Jim Brennan.
| Vriendschappelijk (Belfast, Noord-Ierland, 27 april 1999): |              | |
| Noord-Ierland | 1 – 1        | Canada |
| Paul McVeigh 90' | goals        | 67' Marc Bircham |
| Lawrie McMenemy | bondscoach   | Holger Osieck |
| Maik Taylor 46' Aaron Hughes Kevin Horlock Steve Lomas Mark Williams Barry Hunter Jon McCarthy 58' Philip Mulryne 81' Iain Dowie 73' Adrian Coote 73' Keith Rowland | opstellingen | Craig Forrest Jeff Clarke Brad Parker Mark Watson Jason DeVos 58' Davide Xausa 65' Paul Stalteri Nick Dasovic Jason Bent Paul Peschisolido Jim Brennan |
| Tommy Wright 46' Rory Hamill 58' Paul McVeigh 73' Glenn Ferguson 73' Danny Sonner 81'                                                                               | wissels      | 58' Marc Bircham 65' Garret Kusch |
| | gele kaarten | Davide Xausa |

### Derde ontmoeting
De derde ontmoeting tussen Canada en Noord-Ierland vond plaats op 9 februari 2005. Het vriendschappelijke duel, gespeeld in Windsor Park in Belfast en bijgewoond door 11.156 toeschouwers, stond onder leiding van scheidsrechter Joseph Attard uit Malta. Hij deelde in de 22ste minuut een rode kaart uit aan Gabriel Gervais van Canada. Steve Davis maakte zijn debuut voor Noord-Ierland.
| Vriendschappelijk (Belfast, Noord-Ierland, 9 februari 2005): |              | |
| Noord-Ierland | 0 – 1        | Canada |
| | goals        | 31' Olivier Occéan |
| Lawrie Sanchez | bondscoach   | Frank Yallop |
| Maik Taylor 46' Aaron Hughes Colin Murdock 46' George McCartney Chris Baird Tommy Doherty 46' Tony Capaldi Jeff Whitley Steve Davis David Healy 81' Keith Gillespie 78' | opstellingen | Greg Sutton Marco Reda 46' Kevin McKenna Gabriel Gervais 87' Jim Brennan 88' Adrian Serioux Josh Simpson Daniel Imhof Patrice Bernier Olivier Occéan Dwayne De Rosario |
| Roy Carroll 46' Phil Mulryne 46' Andy Kirk 46' Steve Jones 78' Andy Smith 81'                                                                                           | wissels      | 46' Mike Klukowski 87' Iain Hume 88' Jaime Peters |
| | rode kaarten | 22' Gabriel Gervais |

Canadese voetbalbond · A-internationals · Bondscoaches · Selecties · Statistieken · Canadees vrouwenelftal · Canada U21 · Canada U20 · Canada U19 · Canada U18 · Canada U17
1885 – 1949 ·
1950 – 1969 ·
1970 – 1979 ·
1980 – 1989 ·
1990 – 1999 ·
2000 – 2009 ·
2010 – 2019 ·
2020 − 2029
WK 1986
OS 1904 · 
OS 1976 · 
OS 1984
1885 · 
1886 · 
1887 · 
1888 · 
1889–1903 · 
1904 · 
1905–1923 · 
1924 · 
1925 · 
1926 · 
1927 · 
1928–1936 · 
1937 · 
1938–1956 · 
1957 · 
1958–1967 · 
1968 · 
1969–1971 · 
1972 · 
1973 · 
1974 · 
1975 · 
1976 · 
1977 · 
1978–1979 · 
1980 · 
1981 · 
1982 · 
1983 · 
1984 · 
1985 · 
1986 · 
1987 · 
1988 · 
1989 · 
1990 · 
1991 · 
1992 · 
1993 · 
1994 · 
1995 · 
1996 · 
1997 · 
1998 · 
1999 · 
2000 · 
2001 · 
2002 · 
2003 · 
2004 · 
2005 · 
2006 · 
2007 · 
2008 · 
2009 · 
2010 · 
2011 · 
2012 · 
2013 ·
2014 ·
2015 ·
2016 ·
2017 ·
2018 ·
2019 ·
2020 ·
2021 ·
2022
Amerikaanse Maagdeneilanden ·
Argentinië ·
Armenië ·
Aruba ·
Australië ·
Azerbeidzjan ·
Bahrein ·
Barbados ·
België ·
Belize ·
Bermuda ·
Brazilië ·
Bulgarije · 
Chili ·
China ·
Colombia ·
Congo-Brazzaville ·
Costa Rica ·
Cuba ·
Curaçao ·
Cyprus ·
DDR ·
Denemarken ·
Dominica ·
Duitsland ·
Ecuador ·
Egypte ·
El Salvador ·
Engeland ·
Estland ·
Faeröer · 
Finland ·
Frankrijk ·
Ghana ·
Griekenland ·
Guatemala ·
Haïti ·
Honduras ·
Hongarije ·
Hongkong ·
Ierland ·
IJsland ·
Indonesië ·
Iran ·
Italië ·
Jamaica ·
Japan ·
Joegoslavië ·
Kaaimaneilanden ·
Kameroen ·
Kroatië ·
Libië ·
Luxemburg ·
Maleisië ·
Malta ·
Marokko ·
Mauritanië ·
Mexico ·
Moldavië ·
Nederland ·
Nieuw-Zeeland ·
Nigeria ·
Noord-Ierland ·
Noord-Korea ·
Noord-Macedonië ·
Oekraïne ·
Oezbekistan ·
Oostenrijk ·
Panama ·
Paraguay ·
Peru ·
Polen ·
Portugal ·
Puerto Rico ·
Qatar ·
Saint Kitts en Nevis ·
Saint Lucia ·
Saint Vincent en de Grenadines ·
San Marino ·
Saoedi-Arabië ·
Schotland ·
Singapore ·
Slovenië ·
Sovjet-Unie ·
Spanje ·
Suriname ·
Trinidad en Tobago ·
Tsjechië ·
Tunesië ·
Turkije ·
Uruguay ·
Venezuela ·
Verenigde Staten ·
Wales ·
Wit-Rusland ·
Zuid-Afrika ·
Zuid-Korea ·
Zwitserland
België (2022)
IFA · A-internationals · Selecties · Bondscoaches · Noord-Iers vrouwenelftal · Brits olympisch elftal · N-Ierland U21 · N-Ierland U20 · N-Ierland U19 · N-Ierland U18 · N-Ierland U17 · N-Ierland U16
1882 – 1899 ·
1900 – 1919 ·
1920 – 1929 ·
1930 – 1939 ·
1940 – 1949 ·
1950 – 1959 ·
1960 – 1969 ·
1970 – 1979 ·
1980 – 1989 ·
1990 – 1999 ·
2000 – 2009 ·
2010 – 2019 ·
2020 – 2029
EK 2016
WK 1958 · 
WK 1982 · 
WK 1986
1921 · 
1922 · 
1923 · 
1924 · 
1925 · 
1926 · 
1927 · 
1928 · 
1929 · 
1930 · 
1931 · 
1932 · 
1933 · 
1934 · 
1935 · 
1936 · 
1937 · 
1938 · 
1939 · 
1940 · 1941 · 1942 · 1943 · 1944 · 1945 · 
1946 · 
1947 · 
1948 · 
1949 · 
1950 · 
1952 · 
1952 · 
1953 · 
1954 · 
1955 · 
1956 · 
1957 · 
1958 · 
1959 · 
1960 · 
1961 · 
1962 · 
1963 · 
1964 · 
1965 · 
1966 · 
1967 · 
1968 · 
1969 · 
1970 · 
1971 · 
1972 · 
1973 · 
1974 · 
1975 · 
1976 · 
1977 · 
1978 · 
1979 · 
1980 · 
1981 · 
1982 · 
1983 · 
1984 · 
1985 · 
1986 · 
1987 · 
1988 · 
1989 · 
1990 ·
1991 · 
1992 · 
1993 · 
1994 · 
1995 · 
1996 · 
1997 · 
1998 · 
1999 · 
2000 · 
2001 · 
2002 · 
2003 · 
2004 · 
2005 · 
2006 · 
2007 · 
2008 · 
2009 · 
2010 · 
2011 · 
2012 · 
2013 · 
2014 · 
2015 · 
2016 · 
2017 · 
2018 · 
2019 · 
2020 · 
2021 ·
2022 ·
2023 ·
2024
Albanië ·
Algerije ·
Andorra ·
Argentinië ·
Armenië ·
Australië ·
Azerbeidzjan ·
Barbados ·
België ·
Bosnië en Herzegovina ·
Brazilië ·
Bulgarije ·
Canada ·
Chili ·
Colombia ·
Costa Rica ·
Cyprus ·
Denemarken ·
Duitsland ·
Engeland ·
Estland ·
Faeröer ·
Finland ·
Frankrijk ·
Georgië · 
Griekenland ·
Honduras ·
Hongarije ·
Ierland ·
IJsland ·
Israël ·
Italië ·
Joegoslavië ·
Kazachstan ·
Kosovo ·
Kroatië ·
Letland ·
Liechtenstein ·
Litouwen ·
Luxemburg · 
Malta ·
Marokko ·
Mexico ·
Moldavië ·
Montenegro ·
Nederland ·
Nieuw-Zeeland ·
Noorwegen ·
Oekraïne ·
Oostenrijk ·
Panama ·
Polen ·
Portugal ·
Qatar ·
Roemenië ·
Rusland ·
Saint Kitts en Nevis ·
San Marino ·
Schotland ·
Servië ·
Servië en Montenegro ·
Slovenië ·
Slowakije ·
Sovjet-Unie ·
Spanje ·
Thailand ·
Trinidad en Tobago ·
Tsjechië ·
Tsjecho-Slowakije ·
Turkije ·
Uruguay ·
Verenigde Staten ·
Wales ·
Wit-Rusland · 
Zuid-Korea ·
Zweden ·
Zwitserland
Frankrijk (1982) · Oekraïne (2016) · Oostenrijk (1982) · Polen (2016)